# Pendolino

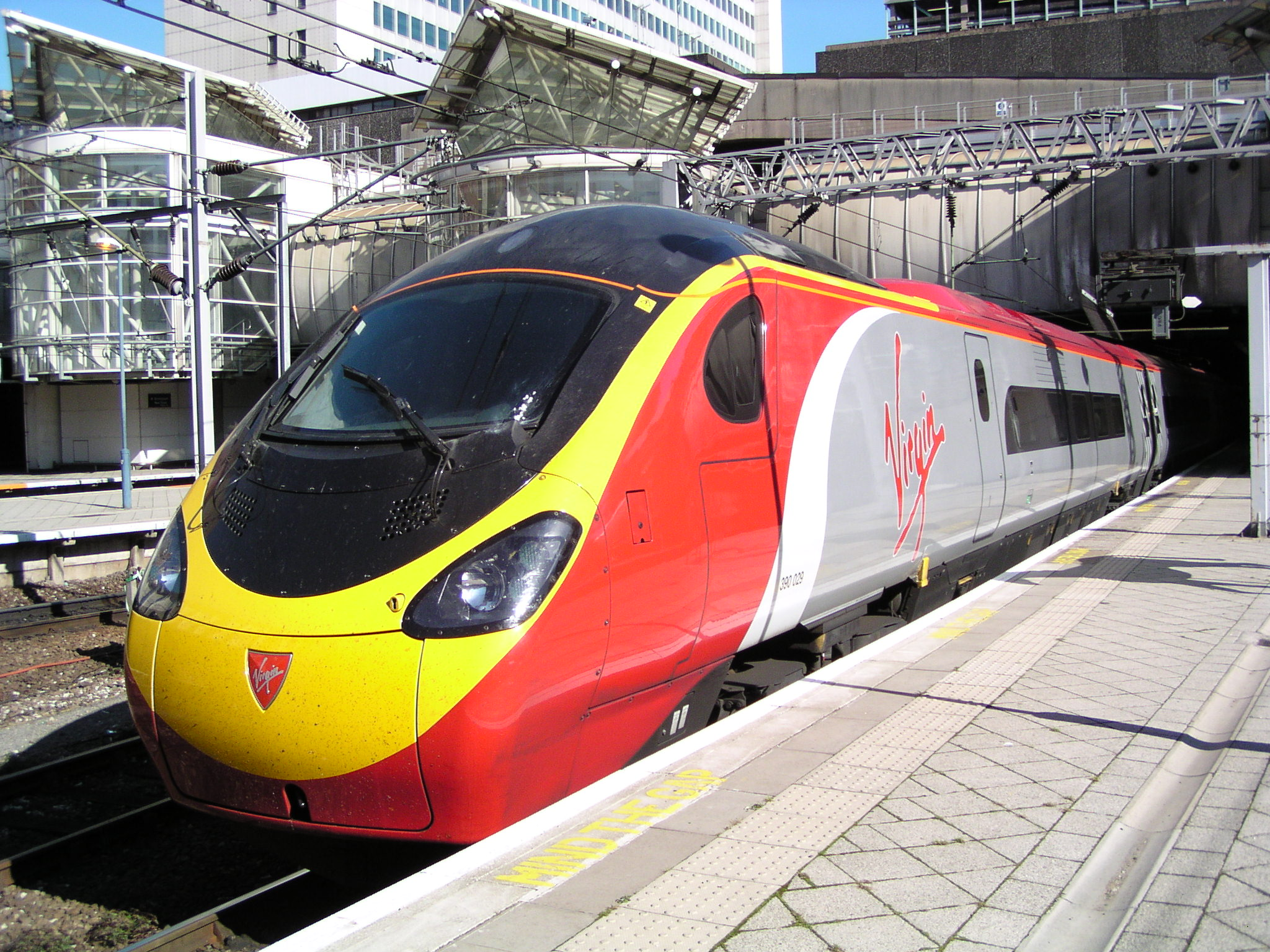
Ett brittiskt Pendolinotåg i Birmingham

Pendolino är ett snabbtåg utvecklat i Italien. Pendolino körs i Italien, Polen, Portugal, Finland, Ryssland, Spanien, Slovenien, Tjeckien, Storbritannien och Schweiz. Tågen är konstruerade av Fiat Ferroviaria i Italien, ett företag som numera ägs av Alstom.

## Kronologi
- 1973: Motorvagnståget Y.0160 börjar att provköras
- 1976: Levererans ETR 401 till Ferrovie dello Stato
- 1985: FS beställer fyra stycken ETR 450
- 1987: DB provkör ETR 401 i Tyskland
- 1988: ÖBB (Österrike) provkör ETR 401
- 1988: DB provkör ånyo ETR 401
- 1993: FS kopplar om ETR 450 så att man istället har 15 niovagnars sätt
- 1991: FS beställer en ny generation Pendolino (ETR 460)
- 1992: VR tillkännager att man beställt två provtåg (S220)
- 1995: Ett Pendolino-provtåg körs på sträckan Helsingfors–Åbo

## Italien
Sedan flera decennier har fjärrtåg med lutningsbar vagnkorg använts i Italien. Under början av 1970-talet tog tågtillverkaren Fiat Ferroviaria på eget initiativ fram en lutningsbar motorvagn och under 1976 levererades ett motorvagnståg om fyra vagnar till den italienska statsjärnvägen (Ferrovie dello Stato) med beteckningen ETR 401. ETR 401 hade en total längd av nästan 106 meter och en topphastighet av 250 kilometer i timmen. Tågsättet hade sammanlagt 16 axlar varav hälften var drivna. Tågsättet hade en kontinuerlig effekt om 1,76 megawatt (motsvarande 440 kilowatt per vagn).
Den maximala axellasten hos ETR 401 var mycket låg, endast elva ton. Detta gjorde det möjligt att köra något snabbare i snäva kurvor.

### ETR 450

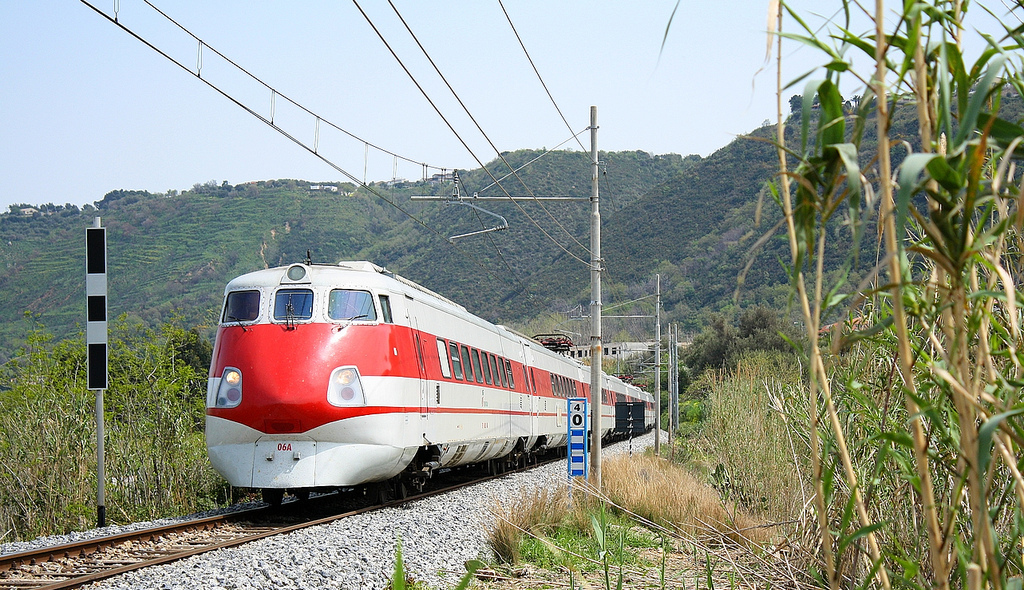
Ett äldre Pendolino av typen ETR 450. Även det första prototyptåget ETR 401 hade denna flygplansliknande nos framtill.

Under 1985 beställde den italienska statsjärnvägen (Ferrovie dello Stato, FS) den första serieleveransen av Pendolino som bestod av fyra stycken elvavagnars ETR 450-tågsätt. Varje sätt har totalt 460 passagerarplatser. Totalt innehöll ordern en beställning på 44 vagnenheter. Senare under 1986 beställdes ytterligare 14 tågsätt. FS planerade för två typer av konfigurationer: tio elvavagnarssätt och fyra femvagnarssätt. Vidare förlängdes vagnarna från 24,70 till 25,60 meter, samtidigt som vagnkorgen breddades från 274 till 285 centimeter. 1993 kopplades tågen om så att man istället hade 15 niovagnarstågsätt.

### Inredning
Det italienska ETR 450-tågets utseende härstammar från 1970-talet (främst nosen som liknar en flygplansnos). Tågsättet har en slät yttre yta och är målat i ljusgrått och rött. Invändigt går inredningen i ljusgrått med hyllor för bagaget. Inredningen påminner mer om första klass-kabinen i ett flygplan än en tågvagn. Varje sittvagn har 45 säten med 2 + 1 i bredd, d.v.s. två säten på ena sidan av mittgången och ett säte på andra, och endast första klass finns. Stolarna kan vridas mot färdriktningen. Tåget är utrustat med luftkonditionering.

### Vagnkorg
Vagnkorgen är byggd i lättmetall (panelerna) och är på grund av korglutningen bredare nedtill och smalare upptill. Den påminner till sin form mycket om vagnkorgarna hos det svenska snabbtåget X2000. Nosen på ETR 450 och föregångaren ETR 401 har ett speciellt utseende och påminner till sitt utseende mer om ett flygplan än om ett tåg; denna form på nos härstammar från 1970-talet. Vagnkorgen väger cirka 8,5 ton, vilket är ungefär lika mycket som en motsvarande stålkorg. På mellanvagnarna är avståndet mellan kopplens stötplan 25,6 meter och boggiavståndet är 19 meter.
En speciell utmaning vid konstruktionsarbetet var att planera för boggierna och upphängningsanordningen för strömavtagarna (som måste vara parallella med spåret), som inkräktar på passagerarutrymmet. Kraven begränsar inredningens utformning, då boggicentrum har placerats emellan toalett och bagagehyllor.
Vagnkorgens tröghet mot plötsliga lufttrycksförändringar (vid tågmöten och tunnelpassager) är bristfällig.

### Framdrivning
Elvavagnarsversionen av ETR 450 är ett mycket kraftigt tågsätt. Av de elva vagnarna har tio drivning på hjulen (restaurangvagnen är inte motoriserad). Den kontinuerliga effekten per motorvagn är 625 kilowatt, vilket motsvarar 6 250 kilowatt för hela tågsättet (motsvarande 568 kilowatt per vagn, ETR 401 hade som jämförelse 440 kilowatt per vagn). Fiat har dock arbetat mycket med att minska hjul- och rälskrafterna, vilket bland annat har krävt kardanöverföring från de korghängda motorerna till hjulaxlarna. Således är bara den ena axeln i boggin driven; den andra axeln är endast en löpaxel.
Motorerna är av likspänningstyp och elutrustningen är utvecklad av företaget ErcoleMarelli Trazione i Milano.

### Boggi
Boggin i ETR 450 påminner till utseendet mycket om den svenska dieseldrivna Fiat-motorvagnen Y1:s boggier. Axelavståndet hos såväl ETR 450 som Y1 är exakt detsamma, 245 centimeter, liksom det faktum att bägge bara har kardanaxel på ena hjulet i boggin. Likaså har båda motorvagnarna såväl primär- som sekundärfjädring med konventionella stålfjädrar. Hos ETR 450 ligger ovankanten av spiralfjädringen hela 115 centimeter ovanför rälsöverkanten. Vidare vilar hjulaxlarna (axeltappdiameter 13 centimeter) i hjullager (typ TBU 130 × 220 × 135) från SKF. ETR 450:s boggie har dock en mjuk boggiram, vilken bättre distribuerar krafterna.
För att luta vagnkorgen i kurvorna har varje boggi två hydraulcylindrar. Dessutom finns en aktiv tryckluftsfjädring i sidled bestående av två tryckluftcylindrar per boggie.
Fiat uppgav i en broschyr att ETR 450 vid rälsförhöjningen 160 millimeter och kurvradien 1 000 meter klarar hastigheten 180 kilometer i timmen, vilket motsvarar rälsförhöjningsbristen 222 millimeter. Motsvarande rälsförhöjningsbrist för det svenska X2000 är 245 millimeter, det vill säga marginellt något högre.

#### Fjäderkonstant
Några data vad gäller boggiernas fjäderkonstanter:
- per boggi:
  - primärfjädring vertikalt: 7,02 kN/m
  - primärfjädring tvärs: 6,1 kN/m
  - sekundärfjädring vertikalt: 864 kN/m
  - sekundärfjädring tvärs: 291 kN/m
- per länk:
  - hjulsatslänk, längs: 6 600 kN/m
  - hjulsatslänk, tvärs: 4 400 kN/m

### Tredje generationen kommersiella Pendolini: ETR 460

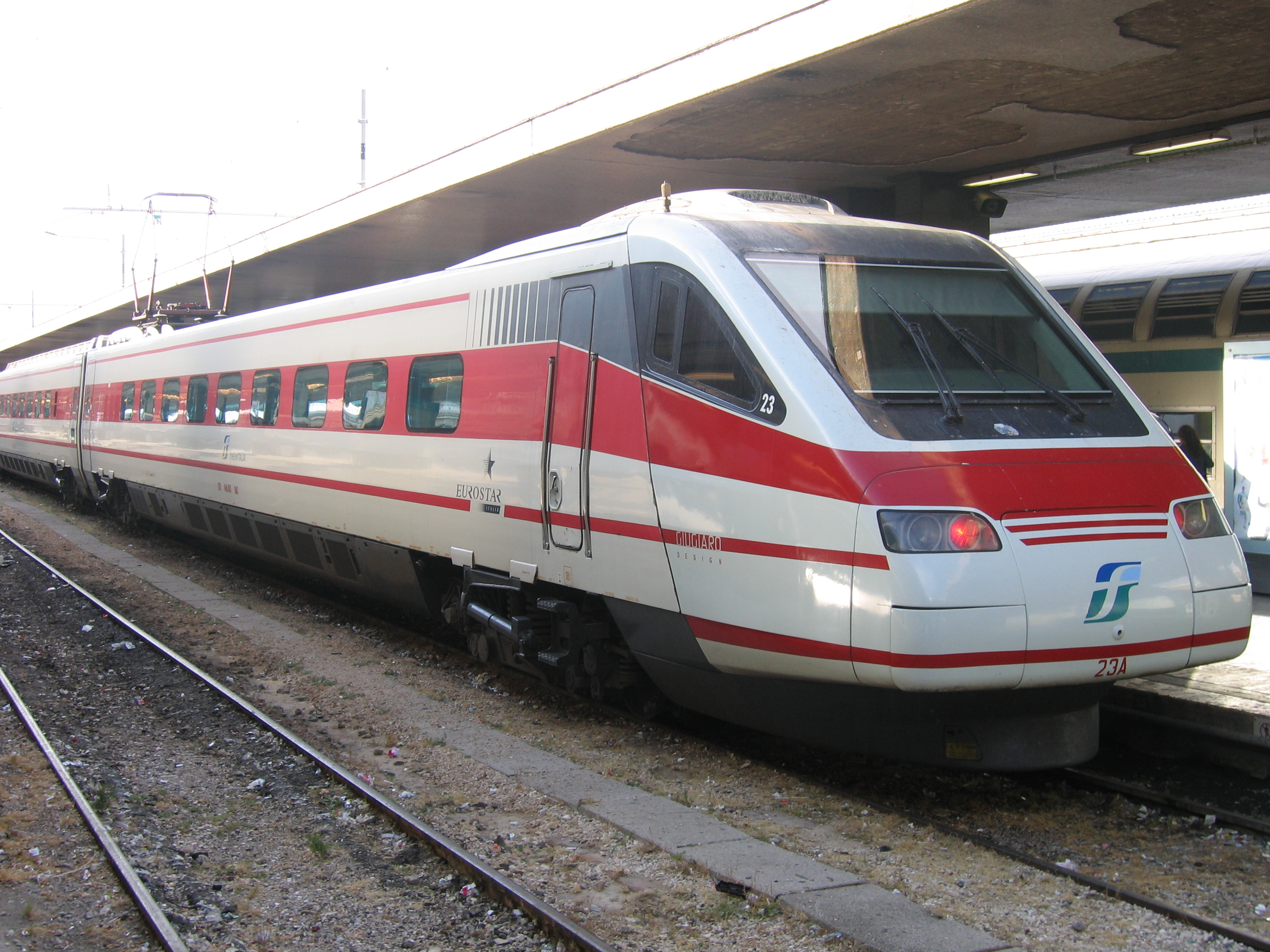
Ett Pendolinotåg av den nyare generationen ETR 460. Lägg märke till den betydligt modernare fronten som ser mer ut som ett snabbtåg

Under 1991 beställde FS en ny generation Pendolino-tåg, benämnd ETR 460. Varje tågsätt planerades ha tio vagnar, vilket senare minskades till nio. Då ETR 460 även planerades för exportmarknaden, utrustades det med bland annat trycktröga vagnkorgar mot kraftiga tryckändringar som uppstår vid snabba tunnelpassager och tågmöten. Vidare höjdes golvnivån till mer normala 125 centimeter ovan rälsöverkant, vilket ökade passagerarutrymmet (men fortfarande krävs utrymme i salongerna för att hålla strömavtagarna horisontellt). Vidare förlängdes axelavståndet från 245 till 270 centimeter men hjuldiametern behölls. Tydligast syns skillnaden utifrån genom att nosen fick ett betydligt modernare utseende och mer liknar ett typiskt snabbtåg. Det är också tåg med den här modernare fronten som brukat användas på flera varianter som exporterats till bland annat Finland, Portugal och Tjeckien.

### Trafik
ETR 450-tågen sattes in under slutet av 1980-talet på bland annat stambanelinjen Milano–Rom (630 kilometer). Detta är en av Italiens trafikkorridorer och hela 250 kilometer av sträckan utgörs av en bana avsedd för högre hastigheter. Under mitten av 1980-talet tog sträckan cirka 5 timmar och 50 minuter att köra men vid en demonstrationskörning med ETR 401 avverkades sträckan på endast 4 timmar och 40 minuter. I slutet av 1980-talet avklarades sträckan på strax under fyra timmar och topphastigheten var 250 kilometer i timmen.
Under 1980-talet planerades ETR 450 även att sättas in på sträckningarna Rom–Milano, Rom–Venedig, Rom–Bari samt Rom–Reggio di Calabria.

## Spanien
I Spanien provkördes under 1970-talet ett Pendolino-tåg med namnet Basculante. Till skillnad mot Italien har dock Spanien ett bredspårigt järnvägsnät. Den spanska tillverkaren CAF medverkade i tillverkningen av Basculante.
Nuförtiden körs spanska Pendolino-tåg, tillverkade av Fiat Ferroviaria i samarbete med CAF, som regionaltåg via varumärket Renfe Avant. Tågen uppnår 250 km/h som högsta hastighet.

## Finland

### Sm3
Den 7 februari 1992 tillkännagav den statliga finländska järnvägsoperatören VR att man beställt två provtåg av typen Pendolino. Det första skulle levereras sommaren 1994 och nästa under hösten. VR avsåg att beställa inte mindre än 25 tågsätt. Ett sexvagnars tågsätt skulle kosta cirka 111 miljoner kronor (18,6 miljoner kronor per vagn, prisnivå 2000). Huvudkonkurrenten under slutet av upphandlingsfasen var det svenska snabbtåget X2000, men ”... den grupp av sakkännare, som beredde anskaffningsbeslutet ansåg, att Pendolino tekniskt sett var mest utvecklat och prismässigt fördelaktigast”. Dessvärre hade Pendolinotågen stora problem med tillförlitligheten på lutningssystem och koppel i början, och tågen blev då ofta stillastående. Dessa problem har dock åtgärdats med åren och driftsäkerheten är nu hög. [källa behövs]
Tillverkarna av det nya snabbtåget var italienska Fiat Ferroviaria och finska Rautaruukki-Transtech. Det nya tågsättet fick beteckningen Sm3 (Sähkömoottorijuna 3, elmotorvagn 3). Konstruktionen baserar sig på den tredje generationen Pendolino (italienska ETR 460). Varje finskt tågsätt har 309 sittplatser, varav två är handikapplatser.
Varje Sm3-sätt har sex enheter: två vagnar (manövervagnar) och fyra motorvagnar. Hela tågsättet är knappt 159 meter långt. De viktiga skillnaden mot tågen i Italien är att boggiernas spårvidd är 1 524 millimeter och kontaktledningarna är anpassade för 25 kilovolts växelspänning istället för 3 kilovolts likspänning; Finland har nämligen bredspår av tsarrysk standard.
Varje sexvagnars Sm3-sätt har en kontinuerlig effekt på 4 000 kilowatt och den största tillåtna hastigheten är 220 kilometer i timmen. Hastigheter mellan 200 och 220 kilometer i timmen kan dock användas enbart på Lahtis direktbana. Varje motorvagnsaxel har en egen drivmotor med den kontinuerliga effekten 500 kilowatt. Det tar 3 minuter och 13 sekunder för Sm3 att accelerera från stillastående till 200 kilometer i timmen, och tåget bromsar från denna hastighet till stillastående på bara 1 650 meter (nödbromsning).

### Tågbränder 2010
På förmiddagen den 13 maj 2010 utbröt en brand i motorrummet på ett Pendolinotåg på väg från Tavastehus till Tammerfors. Lokföraren stannade tåget och personalen lyckades släcka branden. Av de trehundra passagerarna ombord var det ingen som skadades. Brandorsaken var från början oklar, men det kunde röra sig om ett elfel.
Tidigt på morgonen tisdagen den 8 juni 2010 började ett Pendolinotågs bromsar brinna på sträckan mellan Helsingfors och Uleåborg. Tåget stannade omkring 100 meter innan stationen i Malm och branden släcktes utan att någon människa kom till skada.

### Sm6
I december 2010 började nytillverkade Pendolinotåg gå mellan Helsingfors och Sankt Petersburg (i Ryssland). Tågen kallas Sm6, men är ungefär likadana som Sm3. En teknisk skillnad är att de har dubbla elsystem och kan drivas med rysk 3 kV DC elmatning. Tågförbindelsen marknadsförs som Allegro.

## Portugal
Pendolino finns i Portugal och kallas där Alfa Pendular och körs av det portugisiska järnvägsbolaget Comboios de Portugal (CP). Tågen har spårvidden 1 668 mm som används i Portugal och Spanien.

## Tjeckien

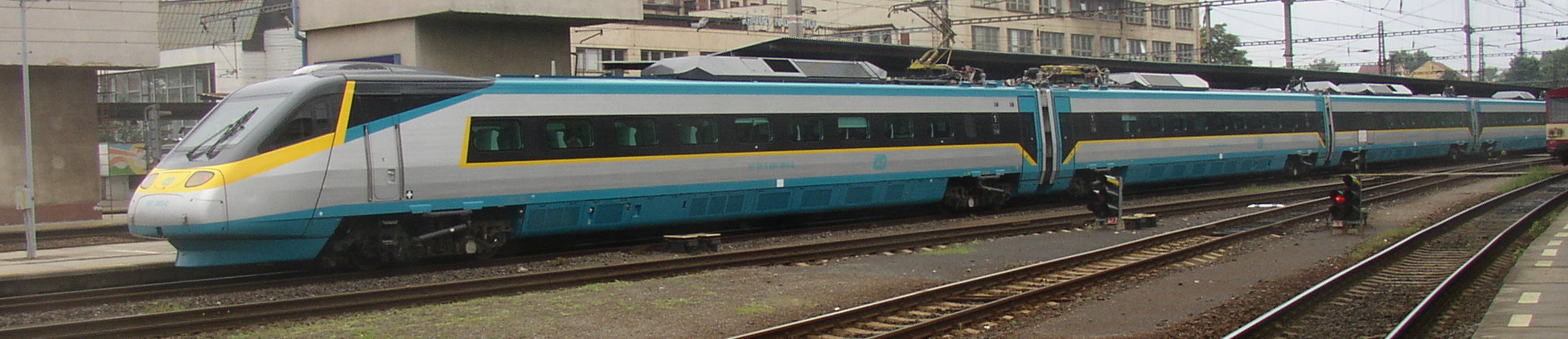
Ett tjeckiskt Pendolinotåg.

De tjeckiska järnvägarna beställde 2000 en serie Pendolino som levererades 2004. Ett tåg av denna typ finns för övrigt med i James Bond-filmen Casino Royale. I filmen går tåget från Schweiz till Montenegro, men i verkligheten håller sig de tågen inom Tjeckien.

## Översikt Pendolino-familjen
| Beteckning      | Antal säten [pl] | Korgbredd [cm] | Konfig säten 2 kl | Sätesavstånd 2 kl [cm] | Klimatanläggning | Sth [km/h] | Lös [mm] | Tomvikt [t] | Max kont effekt [kW] | Antal enheter [st] | Antal drivmotorer [st] | Motortyp | Lutn bar korg | Korg mtrl | Införd | Antal enheter-flotta [st] |
| --------------- | ---------------- | -------------- | ----------------- | ---------------------- | ---------------- | ---------- | -------- | ----------- | -------------------- | ------------------ | ---------------------- | -------- | ------------- | --------- | ------ | ------------------------- |
| Y.0160 (IT)     |                  | 277            |                   |                        | ja               | 250        | 27 800   | 39,5        | 1 288                | 1                  | 2                      | DC       | ja            |           | 1970   | 1                         |
| 443 (ES)        |                  | 285            |                   |                        | ja               | 180        | 107 170  |             | 1 760                | 4                  | 8                      | DC       | ja            |           | 1976   |                           |
| ETR 401 (IT)    | 171              | 274            |                   |                        | ja               | 250        | 105 900  | 156         | 1 760                | 4                  | 8                      | DC       | ja            |           | 1976   |                           |
| ETR 450 (IT)    | 460              | 275            | (saknas)          | (saknas)               | ja               | 250        | 276 100  | 435         | 5 008                | 11                 |                        |          | ja            |           | 1987   |                           |
| ETR 460 (IT)    | 479              |                |                   |                        | ja               | 250        | 236 600  | 406,5       | 6 000                | 9                  |                        |          | ja            |           | 1994   |                           |
| ETR 470 (IT)    |                  |                |                   |                        | ja               | 200        | 236 600  |             | 5 880                | 9                  |                        |          | ja            |           | 1994   |                           |
| ETR 480 (IT)    | 480              |                |                   |                        | ja               | 250        | 236 600  | 440         | 5 880                | 9                  |                        |          | ja            |           | 1997   |                           |
| ETR 485 (IT)    | 480              |                |                   |                        |                  | 250        |          |             | 5 880                |                    |                        |          |               |           |        |                           |
| ETR 490 (ES)    | 160              |                |                   |                        | ja               | 220        | 79 400   |             |                      | 3                  |                        |          | ja            |           |        | 3                         |
| ETR 600 (IT)    | 432              | 283            |                   |                        | ja               | 250        | 187 400  | 387         | 5 500                | 7                  | AC                     |          | ja            |           | 2006   |                           |
| ETR 610 (CH/IT) | 431              | 283            |                   |                        | ja               | 250        | 187 400  | 387         | 5 500                | 7                  | AC                     |          | ja            |           | 2007   |                           |
| S 220 (RU)      | 309              | 320            |                   |                        | ja               | 220        | 158 900  | 328         | 4 000                | 7                  |                        |          | ja            |           | 1995   |                           |
| CPA 4000 (PT)   | 301              |                |                   |                        | ja               | 220        | 158 900  |             |                      | 6                  |                        |          | ja            |           | 1998   |                           |
| CDT 680 (CS)    |                  |                | 2 + 1             |                        | ja               | 230        | 185 300  | 339         | 3 920                | 7                  | 8                      |          | ja            |           | 2005   |                           |
| 390 (UK)        | 439              | 290            | 2 + 2             |                        | ja               | 225        | 213 400  | 471         | 5 100                | 9                  |                        |          | ja            |           | 2002   |                           |
| 310 (SL)        | 166              |                |                   |                        | ja               | 200        | 81 200   | 152         |                      | 3                  |                        |          | ja            |           | 2000   |                           |

Fyra vanliga kontaktledningsspänningar i Europa är 1,5 kilovolt (Frankrike,Nederländerna) likspänning, 3,0 kilovolt (Italien, Ryssland, Spanien, Belgien) likspänning, 15 kilovolt växelspänning (Schweiz, Österrike, Norge, Tyskland, Sverige) samt 25 kilovolt växelspänning (Ryssland, Danmark, Storbritannien, Frankrike, Italien). 25 kilovolt med industrifrekvens förekommer även i Japan, USA samt Kina.

## Översikt fjärde generationen Pendolino
Det är oklart huruvida tågen nedan finns i tabellen ovan (Littera saknas i Alstoms datablad).
| Beteckning | Antal säten [pl] | Korgbredd [cm] | Konfig säten 2 kl | Sätesavstånd 2 kl [cm] | Klimatanläggning | Sth [km/h] | Lös [mm] | Tomvikt [t] | Max kont effekt [kW] | Antal enheter [st] | Antal drivmotorer [st] | Motortyp | Lutn bar korg | Korg mtrl | Införd | Antal enheter tillv [st] |
| ---------- | ---------------- | -------------- | ----------------- | ---------------------- | ---------------- | ---------- | -------- | ----------- | -------------------- | ------------------ | ---------------------- | -------- | ------------- | --------- | ------ | ------------------------ |
|            | 216-292          | 283            |                   |                        | ja               |            | 108 800  |             |                      | 4                  |                        | AC       | ja            |           |        |                          |
|            | 272–318          | 283            |                   |                        | ja               |            | 135 000  |             |                      | 5                  |                        | AC       | ja            |           |        |                          |
|            | 352–406          | 283            |                   |                        | ja               |            | 161 200  |             |                      | 6                  |                        | AC       | ja            |           |        |                          |
|            | 432–494          | 283            |                   |                        | ja               |            | 187 400  |             |                      | 7                  | AC                     | ja       |               |           |        |                          |
| 512–582    | 213 600          | 8              | 283               |                        |                  |            |          |             |                      |                    |                        |          |               |           |        |                          |
| 568–638    | 239 800          | 9              | 283               |                        |                  |            |          |             |                      |                    |                        |          |               |           |        |                          |